# José Shaffer
José Alberto Shaffer (Córdoba, 16 dicembre 1985) è un ex calciatore argentino, di ruolo difensore.

## Caratteristiche tecniche
Gioca come terzino sinistro.

## Palmarès
- Campionato portoghese: 1

Benfica: 2009-2010